# Fletch
Fletch – komedia z 1985 roku o pracującym w gazecie dziennikarzu śledczym Irwinie M. Fletcherze (Chevy Chase), który pisze artykuły pod pseudonimem Jane Doe. Film jest oparty na powieści Gregory'ego Mcdonalda pod tym samym tytułem.